# Serenata española
Serenata española es una película española de género drama musical estrenada en 1947, dirigida por Juan de Orduña y protagonizada en los papeles principales por Juanita Reina y Julio Peña.
Por su labor en el film, en la tercera edición de las Medallas del Círculo de Escritores Cinematográficos, Jesús Tordesillas recibió el galardón al mejor actor secundario.

## Sinopsis
A raíz del estreno de "Serenata española" en 1910, el compositor Isaac Albéniz recuerda sus orígenes y penurias de joven hasta que, gracias al empresario Robert Brighton, acaba triunfando.

## Reparto
- Juanita Reina - Angustias
- Julio Peña - Isaac Albéniz
- Antonio Vico - Javier
- Maruchi Fresno - Laura Salcedo
- Manuel Luna - Antonio
- María Martín - Emma
- Jesús Tordesillas - Robert Brighton
- Carlos Larrañaga - Isaac Albéñiz (niño)
- Ricardo Acero - Enrique Fernández Arbós
- Rafaela Rodríguez
- Arturo Marín - Franz Liszt
- Félix Fernández - Señor Agapito
- Fernando Aguirre
- Carmen Sevilla

## Premios
3.ª edición de las Medallas del Círculo de Escritores Cinematográficos
| Categoría              | Persona           | Resultado |
| ---------------------- | ----------------- | --------- |
| Mejor actor secundario | Jesús Tordesillas | Ganador   |